# كيم جيسيوك
كيم جي سيوك هو ممثل كوري جنوبي ولد في يوم 21 أبريل 1981 في سيئول. بدأ التمثيل في سنة 2001، وبدأ التمثيل في سنة 2003، مثل في مسلسلات أم رائعة وعيون الملاك والمتمرد وأطفال القرن 20 وعائلة غير مألوفة.

## روابط خارجية
- كيم جيسيوك على موقع IMDb (الإنجليزية)
- كيم جيسيوك على موقع قاعدة بيانات الفيلم (الإنجليزية)
- كيم جيسيوك على موقع كينوبويسك (الروسية)